# Anthony Moris
Anthony Moris, né le 29 avril 1990 à Arlon en Belgique, est un footballeur international luxembourgeois, d'origine belge, qui joue au poste de gardien de but à l'Al-Khaleej FC.

## Biographie

### En club

#### Jeunesse et formation
De père luxembourgeois, Anthony est né à Arlon et rejoint un club dans la commune d'Habay en 1996. Quatre ans plus tard, il rejoint le Standard Liège pour y continuer sa formation. En 2008, à l'âge de 18 ans, il passe des équipes de jeunes aux professionnels.

#### Début chez les professionnels au Standard de Liège
Lors de la saison 2008-2009, saison du second titre consécutif du Standard Liège, Il est troisième dans la hiérarchie des gardiens de but de l'équipe liégeoise derrière Rorys Aragón Espinosa et Jérémy De Vriendt sans compter l'arrivée de Sinan Bolat en janvier 2009. Durant cette saison, il est repris une seule fois sur le banc le 6 mars 2009 lors du déplacement des Rouches au RAEC Mons. Il doit attendre le 25 septembre 2011 pour enfin prendre place dans le but du Standard. Il réalise contre le Cercle Bruges une clean sheat (0-0). Quelques semaines plus tard, il dispute un match en Ligue Europa au FC Copenhague le 15 décembre 2011. Il est titulaire en fin de saison 2011-2012 pour les cinq derniers matches de play-offs, en remplacement de Sinan Bolat, blessé. Lors de la saison 2012-2013, il officie en tant que deuxième gardien du club derrière le Japonais Eiji Kawashima, récemment transféré. Il ne joue que les matches de coupe de Belgique et les deux derniers matches du championnat. Pour la saison 2013-2014, il recule dans la hiérarchie des gardiens du club comprenant désormais Kawashima, Yohann Thuram et Laurent Henkinet et ne dispose d'aucun temps de jeu.

#### Prêt à Saint-Trond
Le Standard prête Anthony Moris en janvier 2014 pour six mois au K Saint-Trond VV, jouant en deuxième division belge.

#### En route pour Malines
S'en suit une période de quatre mois sans club entre le 31 août 2014 et la fin de l'année. Début 2015, il signe en faveur du club belge du KV Malines où il est gardien no 2 derrière Wouter Biebauw. Le 5 avril 2014, il joue ses premières minutes pour le Malinwa en entrant au jeu en fin de rencontre en remplacement de Biebauw. Blessé aux ligaments croisés en juillet 2025, il ne joue qu'en fin de saison et, en avril 2016, il prolonge son contrat jusqu'en juin 2019.

#### Royal Excelsior Virton
Disposant de peu de temps de jeu au KV Malines et bénéficiant d'un transfert libre il signe le 18 juillet 2018 au Royal Excelsior Virton qui évolue en division 1 amateur, le championnat de Belgique de troisième division. Troisième au terme de la phase régulière 2018-2019, il remporte le tour final et monte en deuxième division où il termine la saison suivante à la deuxième place.

#### Au premier plan avec l'Union Saint-Gilloise
Moris bénéficie d'un nouveau transfert libre le 30 juillet 2020 et participe à l'aventure de l'Union Saint-Gilloise, en faisant remonter le club en première division en 2021 puis en livrant une saison 2021-2022 très réussie avec son club, qui finit vice-champion. Après le départ de Teddy Teuma en juillet 2023, il hérite du brassard de capitaine du club bruxellois. Il est titulaire régulier et manque très peu de matches pendant les saisons suivantes et remporte en 2024 la coupe de Belgique puis la supercoupe de Belgique et en 2025 le championnat de Belgique en plus d'être désigné meilleur gardien de but 2024-25 par la Pro League grâce à ses 20 clean sheets.

#### Exil à l'Al-Khaleej FC
Après cinq années passéesà l'Union Saint-Gilloise, Anthony Moris décroche probablement l'ultime chance de pouvoir jouer encore à l'étranger et s'engage pour deux ans avec le club saoudien de l'Al-Khaleej FC. 

### En sélections nationales
Anthony Moris joue en 2008 à quatre reprises pour l'équipe nationale de football des moins de 18 ans de Belgique et, de 2008 à 2009, à quatre reprises également pour l'équipe nationale de football des moins de 19 ans de Belgique. Le 24 mars 2011, il participe à un match amical unique contre l'équipe d'Écosse avec les espoirs.
Au cours de la saison 2013-2014, Anthony Moris décide de jouer pour l'équipe nationale luxembourgeoise. Il est convoqué pour la première fois par le sélectionneur national Luc Holtz, pour un match amical contre l'équipe de Belgique le 26 mai 2014. Toutefois, ce match amical « officiel » se voit invalidé par la FIFA, et déclassé en match d'entraînement, à la suite des sept changements effectués par l'équipe de Belgique (six changements maximum étant autorisés lors des matchs amicaux). Le match se solde par une défaite 5-1 des Luxembourgeois.
Le 4 juin 2014, il joue dans un match amical contre l'équipe d'Italie dont le score est 1-1.
En 2017, il est titulaire pour affronter l'équipe de France mais doit céder sa place à Ralph Schon. Il n'est pas titulaire pour l'exploit du Luxembourg (0-0) au match retour.
En 2023, il encaisse neuf buts lors d'un match face au Portugal, mais seulement quatre sur les huit autres matchs, ce qui permet au Luxembourg de terminer troisième de son groupe pour la première fois de son histoire, et d'accéder aux barrages pour l'Euro 2024.

## Statistiques

### En club
| Saison                | Club                  | Championnat           | Championnat | Championnat | Coupe(s) nationale(s) | Coupe(s) nationale(s) | Supercoupe | Supercoupe | Compétition(s) continentale(s) | Compétition(s) continentale(s) | Compétition(s) continentale(s) | Autres compétitions | Autres compétitions | Autres compétitions | Total | Total |
| Saison                | Club                  | Division              | M.          | B.          | M.                    | B.                    | M.         | B.         | Comp.                          | M.                             | B.                             | Comp.               | M.                  | B.                  | M.    | B.    |
| 2008-2009             | Standard de Liège     | Division 1            | 0           | 0           | -                     | -                     | -          | -          | C1+C3                          | -                              | -                              | TM                  | -                   | -                   | 0     | 0     |
| 2009-2010             | Standard de Liège     | Division 1            | 0           | 0           | -                     | -                     | -          | -          | C1+C3                          | -                              | -                              | PO2                 | 0                   | 0                   | 0     | 0     |
| 2010-2011             | Standard de Liège     | Division 1            | -           | -           | -                     | -                     | -          | -          | -                              | -                              | -                              | PO1                 | -                   | -                   | 0     | 0     |
| 2011-2012             | Standard de Liège     | Division 1            | 2           | 0           | 2                     | 0                     | -          | -          | C1+C3                          | 0+1                            | 0+0                            | PO1                 | 5                   | 0                   | 10    | 0     |
| 2012-2013             | Standard de Liège     | Division 1            | 0           | 0           | 2                     | 0                     | -          | -          | -                              | -                              | -                              | PO1+BE              | 2+0                 | 0+0                 | 4     | 0     |
| 2013-2014             | Standard de Liège     | Division 1            | 0           | 0           | 0                     | 0                     | -          | -          | C3                             | 0                              | 0                              | PO1                 | -                   | -                   | 0     | 0     |
| Sous-total            | Sous-total            | Sous-total            | 2           | 0           | 4                     | 0                     | -          | -          | -                              | 1                              | 0                              | -                   | 7                   | 0                   | 14    | 0     |
| 2013-2014             | Saint-Trond VV (prêt) | Division 2            | 4           | 0           | 0                     | 0                     | -          | -          | -                              | 0                              | 0                              | TF                  | 5                   | 0                   | 9     | 0     |
| 2014-2015             | KV Malines            | Division 1            | 0           | 0           | 0                     | 0                     | -          | -          | -                              | -                              | -                              | PO2+BE              | 4+0                 | 0+0                 | 4     | 0     |
| 2015-2016             | KV Malines            | Division 1            | 0           | 0           | 0                     | 0                     | -          | -          | -                              | -                              | -                              | PO2                 | 1                   | 0                   | 1     | 0     |
| 2016-2017             | KV Malines            | Division 1A           | 12          | 0           | 0                     | 0                     | -          | -          | -                              | -                              | -                              | PO2                 | -                   | -                   | 12    | 0     |
| 2017-2018             | KV Malines            | Division 1A           | 0           | 0           | 0                     | 0                     | -          | -          | -                              | -                              | -                              | -                   | -                   | -                   | 0     | 0     |
| Sous-total            | Sous-total            | Sous-total            | 12          | 0           | 0                     | 0                     | -          | -          | -                              | -                              | -                              | -                   | 5                   | 0                   | 17    | 0     |
| 2018-2019             | RE Virton             | Division 1 Amateur    | 25          | 0           | 2                     | 0                     | -          | -          | -                              | -                              | -                              | TF                  | 5                   | 0                   | 32    | 0     |
| 2019-2020             | RE Virton             | Division 1B           | 24          | 0           | 0                     | 0                     | -          | -          | -                              | -                              | -                              | -                   | -                   | -                   | 24    | 0     |
| Sous-total            | Sous-total            | Sous-total            | 49          | 0           | 2                     | 0                     | -          | -          | -                              | -                              | -                              | -                   | 5                   | 0                   | 56    | 0     |
| 2020-2021             | Union Saint-Gilloise  | Division 1B           | 26          | 0           | 2                     | 0                     | -          | -          | -                              | -                              | -                              | -                   | -                   | -                   | 28    | 0     |
| 2021-2022             | Union Saint-Gilloise  | Division 1A           | 33          | 0           | 0                     | 0                     | -          | -          | -                              | -                              | -                              | PO1                 | 6                   | 0                   | 39    | 0     |
| 2022-2023             | Union Saint-Gilloise  | Division 1A           | 34          | 0           | 4                     | 0                     | -          | -          | C1+C3                          | 2+10                           | 0+0                            | PO1                 | 6                   | 0                   | 56    | 0     |
| 2023-2024             | Union Saint-Gilloise  | Division 1A           | 29          | 0           | 4                     | 0                     | -          | -          | C3+C4                          | 8+2                            | 0+0                            | PO1                 | 10                  | 0                   | 53    | 0     |
| 2024-2025             | Union Saint-Gilloise  | Division 1A           | 30          | 0           | 3                     | 0                     | 1          | 0          | C1+C3                          | 2+10                           | 0+0                            | PO1                 | 10                  | 0                   | 56    | 0     |
| Sous-total            | Sous-total            | Sous-total            | 152         | 0           | 13                    | 0                     | 1          | 0          | -                              | 34                             | 0                              | -                   | 32                  | 0                   | 232   | 0     |
| 2025-2026             | Al-Khaleej FC         | Saudi Pro League      | -           | -           | -                     | -                     | -          | -          | -                              | -                              | -                              | -                   | -                   | -                   | 0     | 0     |
| Total sur la carrière | Total sur la carrière | Total sur la carrière | 219         | 0           | 19                    | 0                     | 1          | 0          | -                              | 35                             | 0                              | -                   | 54                  | 0                   | 328   | 0     |

### En sélections nationales
| Saison                | Sélection             | Phases finales        | Phases finales | Phases finales | Éliminatoires CDM | Éliminatoires CDM | Éliminatoires EURO | Éliminatoires EURO | Ligue des Nations | Ligue des Nations | Matchs amicaux | Matchs amicaux | Total | Total |
| Saison                | Sélection             | Compétition           | M              | B              | M                 | B                 | M                  | B                  | M                 | B                 | M              | B              | M     | B     |
| --------------------- | --------------------- | --------------------- | -------------- | -------------- | ----------------- | ----------------- | ------------------ | ------------------ | ----------------- | ----------------- | -------------- | -------------- | ----- | ----- |
| 2013-2014             | Luxembourg            | -                     | -              | -              | -                 | -                 | -                  | -                  | -                 | -                 | 2              | 0              | 2     | 0     |
| 2015-2016             | Luxembourg            | -                     | -              | -              | -                 | -                 | -                  | -                  | -                 | -                 | 3              | 0              | 3     | 0     |
| 2016-2017             | Luxembourg            | -                     | -              | -              | 3                 | 0                 | -                  | -                  | -                 | -                 | -              | -              | 3     | 0     |
| 2017-2018             | Luxembourg            | -                     | -              | -              | 0                 | 0                 | -                  | -                  | -                 | -                 | 4              | 0              | 4     | 0     |
| 2018-2019             | Luxembourg            | -                     | -              | -              | -                 | -                 | 4                  | 0                  | 5                 | 0                 | 1              | 0              | 10    | 0     |
| 2019-2020             | Luxembourg            | -                     | -              | -              | -                 | -                 | 4                  | 0                  | -                 | -                 | 2              | 0              | 6     | 0     |
| 2020-2021             | Luxembourg            | -                     | -              | -              | 2                 | 0                 | -                  | -                  | 5                 | 0                 | 4              | 0              | 11    | 0     |
| 2021-2022             | Luxembourg            | -                     | -              | -              | 4                 | 0                 | -                  | -                  | 4                 | 0                 | 3              | 0              | 11    | 0     |
| 2022-2023             | Luxembourg            | -                     | -              | -              | -                 | -                 | 4                  | 0                  | 2                 | 0                 | 1              | 0              | 7     | 0     |
| 2023-2024             | Luxembourg            | -                     | -              | -              | -                 | -                 | 7                  | 0                  | -                 | -                 | 3              | 0              | 10    | 0     |
| 2024-2025             | Luxembourg            | -                     | -              | -              | -                 | -                 | -                  | -                  | 4                 | 0                 | 2              | 0              | 6     | 0     |
| Total sur la carrière | Total sur la carrière | Total sur la carrière | -              | -              | 9                 | 0                 | 19                 | 0                  | 20                | 0                 | 25             | 0              | 73    | 0     |

### Matchs internationaux
| Matchs internationaux d'Anthony Moris | Matchs internationaux d'Anthony Moris | Matchs internationaux d'Anthony Moris              | Matchs internationaux d'Anthony Moris | Matchs internationaux d'Anthony Moris | Matchs internationaux d'Anthony Moris   | Matchs internationaux d'Anthony Moris | Matchs internationaux d'Anthony Moris                          |
| #                                     | Date                                  | Lieu                                               | Adversaire                            | Résultat                              | Compétition                             | Club                                  | Notes                                                          |
| ------------------------------------- | ------------------------------------- | -------------------------------------------------- | ------------------------------------- | ------------------------------------- | --------------------------------------- | ------------------------------------- | -------------------------------------------------------------- |
| 1                                     | 26 mai 2014                           | Cristal Arena, Genk, Belgique                      | Belgique                              | D 1 - 5                               | Match amical                            | Saint-Trond VV                        | Titulaire.                                                     |
| 2                                     | 4 juin 2014                           | Stade Renato-Curi, Pérouse, Italie                 | Italie                                | N 1 - 1                               | Match amical                            | Saint-Trond VV                        | Titulaire.                                                     |
| 3                                     | 25 mars 2016                          | Stade Josy-Barthel, Luxembourg, Luxembourg         | Bosnie-Herzégovine                    | D 0 - 3                               | Match amical                            | KV Malines                            | Titulaire.                                                     |
| 4                                     | 29 mars 2016                          | Stade Josy-Barthel, Luxembourg, Luxembourg         | Albanie                               | V 3 - 0                               | Match amical                            | KV Malines                            | Titulaire.                                                     |
| 5                                     | 31 mai 2016                           | Stade Josy-Barthel, Luxembourg, Luxembourg         | Nigeria                               | D 1 - 3                               | Match amical                            | KV Malines                            | Titulaire.                                                     |
| 6                                     | 7 octobre 2016                        | Stade Josy-Barthel, Luxembourg, Luxembourg         | Suède                                 | D 0 - 1                               | Éliminatoires de la Coupe du monde 2018 | KV Malines                            | Titulaire.                                                     |
| 7                                     | 10 octobre 2016                       | Borisov Arena, Borisov, Biélorussie                | Biélorussie                           | N 1 - 1                               | Éliminatoires de la Coupe du monde 2018 | KV Malines                            | Titulaire.                                                     |
| 8                                     | 25 mars 2017                          | Stade Josy-Barthel, Luxembourg, Luxembourg         | France                                | D 1 - 3                               | Éliminatoires de la Coupe du monde 2018 | KV Malines                            | Titulaire.                                                     |
| 9                                     | 9 novembre 2017                       | Stade Josy-Barthel, Luxembourg, Luxembourg         | Hongrie                               | V 2 - 1                               | Match amical                            | KV Malines                            | Titulaire.                                                     |
| 10                                    | 27 mars 2018                          | Stade Josy-Barthel, Luxembourg, Luxembourg         | Autriche                              | D 0 - 4                               | Match amical                            | KV Malines                            | Titulaire.                                                     |
| 11                                    | 31 mai 2018                           | Stade Josy-Barthel, Luxembourg, Luxembourg         | Sénégal                               | N 0 - 0                               | Match amical                            | KV Malines                            | Titulaire.                                                     |
| 12                                    | 5 juin 2018                           | Stade Josy-Barthel, Luxembourg, Luxembourg         | Géorgie                               | V 1 - 0                               | Match amical                            | KV Malines                            | Titulaire, remplacé par Ralph Schon à la 46e minute.           |
| 13                                    | 8 septembre 2018                      | Stade Josy-Barthel, Luxembourg, Luxembourg         | Moldavie                              | V 4 - 0                               | Ligue des nations 2018-2019             | RE Virton                             | Titulaire.                                                     |
| 14                                    | 11 septembre 2018                     | Stadio Olimpico, Serravalle, Saint-Marin           | Saint-Marin                           | V 3 - 0                               | Ligue des nations 2018-2019             | RE Virton                             | Titulaire.                                                     |
| 15                                    | 12 octobre 2018                       | Stade Dinamo, Minsk, Biélorussie                   | Biélorussie                           | D 0 - 1                               | Ligue des nations 2018-2019             | RE Virton                             | Titulaire.                                                     |
| 16                                    | 15 novembre 2018                      | Stade Josy-Barthel, Luxembourg, Luxembourg         | Biélorussie                           | D 0 - 2                               | Ligue des nations 2018-2019             | RE Virton                             | Titulaire.                                                     |
| 17                                    | 18 novembre 2018                      | Stade Zimbru, Chișinău, Moldavie                   | Moldavie                              | N 1 - 1                               | Ligue des nations 2018-2019             | RE Virton                             | Titulaire.                                                     |
| 18                                    | 22 mars 2019                          | Stade Josy-Barthel, Luxembourg, Luxembourg         | Lituanie                              | V 2 - 1                               | Éliminatoires de l'Euro 2020            | RE Virton                             | Titulaire.                                                     |
| 19                                    | 25 mars 2019                          | Stade Josy-Barthel, Luxembourg, Luxembourg         | Ukraine                               | D 1 - 2                               | Éliminatoires de l'Euro 2020            | RE Virton                             | Titulaire.                                                     |
| 20                                    | 2 juin 2019                           | Stade Josy-Barthel, Luxembourg, Luxembourg         | Madagascar                            | N 3 - 3                               | Match amical                            | RE Virton                             | Titulaire.                                                     |
| 21                                    | 7 juin 2019                           | Stade LFF, Vilnius, Lituanie                       | Lituanie                              | N 1 - 1                               | Éliminatoires de l'Euro 2020            | RE Virton                             | Titulaire.                                                     |
| 22                                    | 10 juin 2019                          | Arena Lviv, Lviv, Ukraine                          | Ukraine                               | D 0 - 1                               | Éliminatoires de l'Euro 2020            | RE Virton                             | Titulaire.                                                     |
| 23                                    | 5 septembre 2019                      | Windsor Park, Belfast, Irlande du Nord             | Irlande du Nord                       | D 0 - 1                               | Match amical                            | RE Virton                             | Titulaire, remplacé par Ralph Schon à la 46e minute.           |
| 24                                    | 10 septembre 2019                     | Stade Josy-Barthel, Luxembourg, Luxembourg         | Serbie                                | D 1 - 3                               | Éliminatoires de l'Euro 2020            | RE Virton                             | Titulaire.                                                     |
| 25                                    | 11 octobre 2019                       | Estadio José Alvalade, Lisbonne, Portugal          | Portugal                              | D 0 - 3                               | Éliminatoires de l'Euro 2020            | RE Virton                             | Titulaire.                                                     |
| 26                                    | 15 octobre 2019                       | Aalborg Stadion, Aalborg, Danemark                 | Danemark                              | D 0 - 4                               | Match amical                            | RE Virton                             | Titulaire.                                                     |
| 27                                    | 14 novembre 2019                      | Stade de l'Étoile rouge, Belgrade, Serbie          | Serbie                                | D 2 - 3                               | Éliminatoires de l'Euro 2020            | RE Virton                             | Titulaire.                                                     |
| 28                                    | 17 novembre 2019                      | Stade Josy-Barthel, Luxembourg, Luxembourg         | Portugal                              | D 0 - 2                               | Éliminatoires de l'Euro 2020            | RE Virton                             | Titulaire.                                                     |
| 29                                    | 5 septembre 2020                      | Stade olympique de Bakou, Bakou, Azerbaïdjan       | Azerbaïdjan                           | V 2 - 1                               | Ligue des nations 2020-2021             | Union Saint-Gilloise                  | Titulaire.                                                     |
| 30                                    | 8 septembre 2020                      | Stade Josy-Barthel, Luxembourg, Luxembourg         | Monténégro                            | D 0 - 1                               | Ligue des nations 2020-2021             | Union Saint-Gilloise                  | Titulaire.                                                     |
| 31                                    | 10 octobre 2020                       | Stade Josy-Barthel, Luxembourg, Luxembourg         | Chypre                                | V 2 - 0                               | Ligue des nations 2020-2021             | Union Saint-Gilloise                  | Titulaire.                                                     |
| 32                                    | 13 octobre 2020                       | Stade Pod Goricom, Podgorica, Monténégro           | Monténégro                            | V 2 - 1                               | Ligue des nations 2020-2021             | Union Saint-Gilloise                  | Titulaire.                                                     |
| 33                                    | 11 novembre 2020                      | Stade Josy-Barthel, Luxembourg, Luxembourg         | Autriche                              | D 0 - 3                               | Match amical                            | Union Saint-Gilloise                  | Titulaire.                                                     |
| 34                                    | 14 novembre 2020                      | Stade GSP, Nicosie, Chypre                         | Chypre                                | D 1 - 2                               | Ligue des nations 2020-2021             | Union Saint-Gilloise                  | Titulaire.                                                     |
| 35                                    | 24 mars 2021                          | Nagyerdei Stadion, Debrecen, Hongrie               | Qatar                                 | D 0 - 1                               | Match amical                            | Union Saint-Gilloise                  | Titulaire.                                                     |
| 36                                    | 27 mars 2021                          | Aviva Stadium, Dublin, Irlande                     | République d'Irlande                  | V 1 - 0                               | Éliminatoires de la Coupe du monde 2022 | Union Saint-Gilloise                  | Titulaire.                                                     |
| 37                                    | 30 mars 2021                          | Stade Josy-Barthel, Luxembourg, Luxembourg         | Portugal                              | D 1 - 3                               | Éliminatoires de la Coupe du monde 2022 | Union Saint-Gilloise                  | Titulaire.                                                     |
| 38                                    | 2 juin 2021                           | Stade de La Rosaleda, Malaga, Espagne              | Norvège                               | D 0 - 1                               | Match amical                            | Union Saint-Gilloise                  | Titulaire.                                                     |
| 39                                    | 6 juin 2021                           | Stade Josy-Barthel, Luxembourg, Luxembourg         | Écosse                                | D 0 - 1                               | Match amical                            | Union Saint-Gilloise                  | Titulaire.                                                     |
| 40                                    | 1er septembre 2021                    | Stade de Luxembourg, Luxembourg, Luxembourg        | Azerbaïdjan                           | V 2 - 1                               | Éliminatoires de la Coupe du monde 2022 | Union Saint-Gilloise                  | Titulaire.                                                     |
| 41                                    | 4 septembre 2021                      | Stade de l'Étoile rouge, Belgrade, Serbie          | Serbie                                | D 1 - 4                               | Éliminatoires de la Coupe du monde 2022 | Union Saint-Gilloise                  | Titulaire.                                                     |
| 42                                    | 7 septembre 2021                      | Stade de Luxembourg, Luxembourg, Luxembourg        | Qatar                                 | N 1 - 1                               | Match amical                            | Union Saint-Gilloise                  | Titulaire.                                                     |
| 43                                    | 9 octobre 2021                        | Stade de l'Étoile rouge, Belgrade, Serbie          | Serbie                                | D 0 - 1                               | Éliminatoires de la Coupe du monde 2022 | Union Saint-Gilloise                  | Titulaire.                                                     |
| 44                                    | 12 octobre 2021                       | Stade de l'Algarve, Faro, Portugal                 | Portugal                              | D 0 - 5                               | Éliminatoires de la Coupe du monde 2022 | Union Saint-Gilloise                  | Titulaire.                                                     |
| 45                                    | 25 mars 2022                          | Stade de Luxembourg, Luxembourg, Luxembourg        | Irlande du Nord                       | D 1 - 3                               | Match amical                            | Union Saint-Gilloise                  | Titulaire.                                                     |
| 46                                    | 29 mars 2022                          | Stade Bilino-Polje, Zenica, Bosnie-Herzégovine     | Bosnie-Herzégovine                    | D 0 - 1                               | Match amical                            | Union Saint-Gilloise                  | Titulaire.                                                     |
| 47                                    | 4 juin 2022                           | Stade LFF, Vilnius, Lituanie                       | Lituanie                              | V 2 - 0                               | Ligue des nations 2022-2023             | Union Saint-Gilloise                  | Titulaire.                                                     |
| 48                                    | 7 juin 2022                           | Tórsvøllur, Tórshavn, Îles Féroé                   | Îles Féroé                            | V 1 - 0                               | Ligue des nations 2022-2023             | Union Saint-Gilloise                  | Titulaire.                                                     |
| 49                                    | 11 juin 2022                          | Stade de Luxembourg, Luxembourg, Luxembourg        | Turquie                               | D 0 - 2                               | Ligue des nations 2022-2023             | Union Saint-Gilloise                  | Titulaire.                                                     |
| 50                                    | 14 juin 2022                          | Stade de Luxembourg, Luxembourg, Luxembourg        | Îles Féroé                            | N 2 - 2                               | Ligue des nations 2022-2023             | Union Saint-Gilloise                  | Titulaire.                                                     |
| 51                                    | 22 septembre 2022                     | Stade Fatih-Terim de Başakşehir, Istanbul, Turquie | Turquie                               | N 3 - 3                               | Ligue des nations 2022-2023             | Union Saint-Gilloise                  | Titulaire.                                                     |
| 52                                    | 25 septembre 2022                     | Stade de Luxembourg, Luxembourg, Luxembourg        | Lituanie                              | V 1 - 0                               | Ligue des nations 2022-2023             | Union Saint-Gilloise                  | Titulaire.                                                     |
| 53                                    | 17 novembre 2022                      | Stade de Luxembourg, Luxembourg, Luxembourg        | Hongrie                               | N 2 - 2                               | Match amical                            | Union Saint-Gilloise                  | Titulaire, remplacé par Ralph Schon à la 46e minute.           |
| 54                                    | 23 mars 2023                          | Stade Antona-Malatinského, Trnava, Slovaquie       | Slovaquie                             | N 0 - 0                               | Éliminatoires de l'Euro 2024            | Union Saint-Gilloise                  | Titulaire.                                                     |
| 55                                    | 26 mars 2023                          | Stade de Luxembourg, Luxembourg, Luxembourg        | Portugal                              | D 0 - 6                               | Éliminatoires de l'Euro 2024            | Union Saint-Gilloise                  | Titulaire.                                                     |
| 56                                    | 17 juin 2023                          | Stade de Luxembourg, Luxembourg, Luxembourg        | Liechtenstein                         | V 2 - 0                               | Éliminatoires de l'Euro 2024            | Union Saint-Gilloise                  | Titulaire.                                                     |
| 57                                    | 20 juin 2023                          | Stade Bilino-Polje, Zenica, Bosnie-Herzégovine     | Bosnie-Herzégovine                    | V 2 - 0                               | Éliminatoires de l'Euro 2024            | Union Saint-Gilloise                  | Titulaire, écope d'un carton jaune à la 87e minute de jeu.     |
| 58                                    | 8 septembre 2023                      | Stade de Luxembourg, Luxembourg, Luxembourg        | Islande                               | V 3 - 1                               | Éliminatoires de l'Euro 2024            | Union Saint-Gilloise                  | Titulaire.                                                     |
| 59                                    | 11 septembre 2023                     | Stade de l'Algarve, Faro, Portugal                 | Portugal                              | D 0 - 9                               | Éliminatoires de l'Euro 2024            | Union Saint-Gilloise                  | Titulaire.                                                     |
| 60                                    | 13 octobre 2023                       | Laugardalsvöllur, Reykjavik, Islande               | Islande                               | N 1 - 1                               | Éliminatoires de l'Euro 2024            | Union Saint-Gilloise                  | Titulaire, écope d'un carton jaune à la 94e minute de jeu.     |
| 61                                    | 16 octobre 2023                       | Stade de Luxembourg, Luxembourg, Luxembourg        | Slovaquie                             | D 0 - 1                               | Éliminatoires de l'Euro 2024            | Union Saint-Gilloise                  | Titulaire.                                                     |
| 62                                    | 16 novembre 2023                      | Stade de Luxembourg, Luxembourg, Luxembourg        | Bosnie-Herzégovine                    | V 4 - 1                               | Éliminatoires de l'Euro 2024            | Union Saint-Gilloise                  | Titulaire.                                                     |
| 63                                    | 19 novembre 2023                      | Rheinpark Stadion, Vaduz, Liechtenstein            | Liechtenstein                         | V 1 - 0                               | Éliminatoires de l'Euro 2024            | Union Saint-Gilloise                  | Titulaire.                                                     |
| 64                                    | 21 mars 2024                          | Stade Boris-Paichadze, Tbilissi, Géorgie           | Géorgie                               | D 0 - 2                               | Éliminatoires de l'Euro 2024            | Union Saint-Gilloise                  | Titulaire.                                                     |
| 65                                    | 26 mars 2024                          | Stade de Luxembourg, Luxembourg, Luxembourg        | Kazakhstan                            | V 2 - 1                               | Match amical                            | Union Saint-Gilloise                  | Titulaire.                                                     |
| 66                                    | 5 juin 2024                           | Stade Saint-Symphorien, Metz, France               | France                                | D 0 - 3                               | Match amical                            | Union Saint-Gilloise                  | Titulaire.                                                     |
| 67                                    | 8 juin 2024                           | Stade Roi Baudouin, Bruxelles, Belgique            | Belgique                              | D 0 - 3                               | Match amical                            | Union Saint-Gilloise                  | Titulaire.                                                     |
| 68                                    | 5 septembre 2024                      | Windsor Park, Belfast, Irlande du Nord             | Irlande du Nord                       | D 0 - 2                               | Ligue des nations 2024-2025             | Union Saint-Gilloise                  | Titulaire.                                                     |
| 69                                    | 8 septembre 2024                      | Stade de Luxembourg, Luxembourg, Luxembourg        | Biélorussie                           | D 0 - 1                               | Ligue des nations 2024-2025             | Union Saint-Gilloise                  | Titulaire.                                                     |
| 70                                    | 12 octobre 2024                       | Stade Hristo Botev, Plovdiv, Bulgarie              | Bulgarie                              | N 0 - 0                               | Ligue des nations 2024-2025             | Union Saint-Gilloise                  | Titulaire.                                                     |
| 71                                    | 15 octobre 2024                       | ZTE Arena (en), Zalaegerszeg, Hongrie              | Biélorussie                           | N 1 - 1                               | Ligue des nations 2024-2025             | Union Saint-Gilloise                  | Titulaire.                                                     |
| 72                                    | 22 mars 2025                          | Stade de Luxembourg, Luxembourg, Luxembourg        | Suède                                 | V 1 - 0                               | Match amical                            | Union Saint-Gilloise                  | Titulaire.                                                     |
| 73                                    | 25 mars 2025                          | Kybunpark, Saint-Gall, Suisse                      | Suisse                                | D 1 - 3                               | Match amical                            | Union Saint-Gilloise                  | Titulaire, remplacé par Tiago Pereira Cardoso à la 46e minute. |

## Palmarès

### En club
|  |  | Standard de Liège - Championnat de Belgique (1) : - Champion : 2009. |  | Union Saint-Gilloise - Championnat de Belgique (1) : - Champion : 2025. - Vice-champion : 2022 et 2024. - Championnat de Belgique de deuxième division (1) : - Champion : 2021. - Coupe de Belgique (1) : - Vainqueur : 2024. - Supercoupe de Belgique (1) : - Vainqueur : 2024. |